# Titularbistum Blera
Blera ist ein Titularbistum der römisch-katholischen Kirche. 
Es geht zurück auf einen Bischofssitz in der Stadt Blera, die sich in der italienischen Region Latium befindet.
| Titularbischöfe von Blera |                                                     |                                          |                  |                   |
| Nr.                       | Name                                                | Amt                                      | von              | bis               |
| 1                         | Lawrence Alexander Glenn                            | emeritierter Bischof von Crookston (USA) | 24. Juli 1970    | 31. Dezember 1970 |
| 2                         | William Robert Johnson                              | Weihbischof in Los Angeles (USA)         | 19. Februar 1971 | 24. März 1976     |
| 3                         | Robert Francis Garner                               | Weihbischof in Newark (USA)              | 3. Mai 1976      | 25. Dezember 2000 |
| 4                         | Henryk Józef Nowacki Titularerzbischof pro hac vice | Apostolischer Nuntius                    | 8. Februar 2001  |                   |